# Hinrich Möller
Hinrich Möller (Grevenkop, 20 aprile 1906 – Preetz, 13 ottobre 1974) è stato un generale tedesco, SS-Brigadeführer und Generalmajor der Polizei, capo della polizia a Neumünster e Flensburg negli anni '30.
Durante la seconda guerra mondiale fu SS- und Polizeiführer "Estland", cioè nell'attuale Estonia. Dopo la guerra, fu condannato e imprigionato per l'omicidio di due leader del Partito Comunista avvenuto nel 1934.

## Biografia
Nacque a Grevenkop nella provincia dello Schleswig-Holstein. Dopo aver completato gli studi nel 1924, prestò servizio molto brevemente nel Reichswehr, fu tra i primi membri iscritti nel partito nazista (nº 113298) entrando a far parte delle SA, il ramo paramilitare, il 1º febbraio 1929. Nell'aprile 1930, negli anni della Repubblica di Weimar, entrò a far parte della Schutzpolizei dove rimase fino alla presa del potere nazista del luglio 1934.

### Carriera in polizia e nelle SS
Il 15 ottobre 1930, Möller lasciò le SA per unirsi alle SS (nº 5741). Fu nominato SS-Sturmführer il 21 novembre 1931. Dopo che i nazisti salirono al potere nel gennaio 1933, fu nominato capo della polizia a Neumünster, in questa posizione orchestrò gli omicidi da parte del suo staff delle SS di due eminenti funzionari del Partito Comunista Tedesco, Rudolf Timm nella notte tra il 23 e il 24 gennaio 1934 e Christian Heuck il 23 febbraio. In entrambi i casi, le vittime furono strangolate in cella e gli omicidi furono insabbiati come presunti suicidi per impiccagione, avvalorati anche dal medico del carcere.
Poco dopo questi episodi, il 7 luglio 1934, Möller divenne comandante della 50ª SS-Standarte, con base a Flensburg, e manterrà questo comando fino al 1º settembre 1942. Nel settembre 1937, Möller fu nominato direttore ad interim della polizia a Flensburg e, nel maggio 1938, questa nomina fu resa permanente. Mentre fu a capo della polizia a Flensburg, Möller partecipò agli eventi della Kristallnacht, il pogrom del 9-10 novembre 1938 contro gli ebrei. Condusse un attacco alla tenuta di Jägerslust vicino a Flensburg, un centro agricolo Hakhshara ebreo di "preparazione" all'emigrazione in Palestina. I residenti furono maltrattati, arrestati e deportati nel campo di concentramento di Sachsenhausen; solo pochi riuscirono a salvarsi fuggendo attraverso il confine con la Danimarca. Nella vicina Friedrichstadt, le SA distrussero la sinagoga, i negozi e le case dei cittadini ebrei. Möller fece arrestare tutti gli uomini ebrei e la maggior parte finirono a Sachsenhausen.

## Seconda guerra mondiale

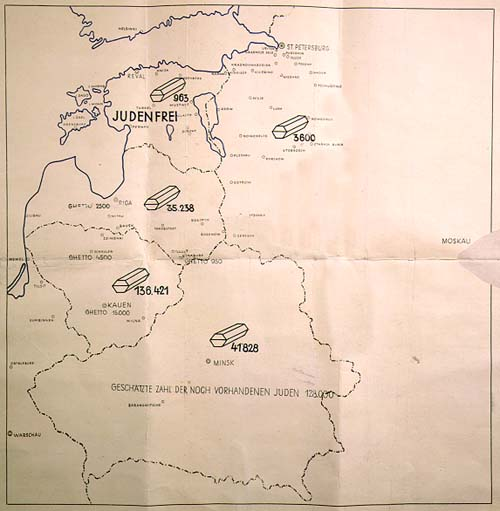
Mappa del gennaio 1942, mostra il numero di ebrei assassinati nel Reichskommissariat Ostland. Si noti che "Estland" fu annotato come judenfrei.

Dal settembre 1940 all'agosto 1941, Möller prestò servizio nelle Waffen-SS come SS-Hauptsturmführer delle riserve. Dopo l'invasione dell'Unione Sovietica, Möller lasciò il suo posto di polizia di Flensburg e fu assegnato al Reichskommissariat Ostland, amministrato dal Reichskommissar Hinrich Lohse, che fu anche il Gauleiter dello Schleswig-Holstein. Il 4 agosto 1941, Möller fu nominato SS- und Polizeiführer nel Generalbezirk Estland, l'attuale regione Reval che comprendeva l'ex RSS estone con capitale Tallinn. Il suo periodo di permanenza coincise con il culmine dell'Olocausto in Estonia dove giocò un ruolo di primo piano nel massacro degli ebrei estoni. È stato stimato che circa il 75% degli ebrei estoni fosse fuggito verso est nell'Unione Sovietica prima dell'occupazione nazista: tutti coloro che rimasero, circa 1.000 persone, furono assassinati.
La Commissione internazionale estone per i crimini contro l'umanità stima che il numero totale di vittime uccise in Estonia sia di circa 35.000 persone, inclusi circa 1.000 ebrei estoni, 10.000 ebrei stranieri, 1.000 rom estoni, 7.000 estoni e 15.000 prigionieri di guerra sovietici.
Il 30 gennaio 1944, Möller fu promosso SS-Brigadeführer und Generalmajor der Polizei. Il 1º aprile 1944 e fu trasferito nello staff della SS-Oberabschnitte dell'Ostland con sede a Riga, sotto il comando dell'Obergruppenführer Friedrich Jeckeln, SS- und Polizeiführer per gli Stati baltici e la Russia settentrionale. Qui fu coinvolto nella creazione dell'amministrazione provvisoria lettone della sacca di Curlandia. A metà febbraio 1945, Möller fu assegnato al Heeresgruppe Weichsel, dove prestò servizio fino alla fine della guerra l'8 maggio 1945. Durante la guerra fu insignito della Croce di ferro di 2ª classe e della Croce al merito di guerra di 1ª e 2ª classe con spade.
| Cronologia della carriera nelle SS e in Polizia | Cronologia della carriera nelle SS e in Polizia |
| Data                                            | Grado                                           |
| ----------------------------------------------- | ----------------------------------------------- |
| 21 novembre 1931                                | SS-Sturmführer                                  |
| 20 aprile 1933                                  | SS-Sturmhauptführer                             |
| 1 marzo 1934                                    | SS-Sturmbannführer                              |
| 30 gennaio 1935                                 | SS-Obersturmbannführer                          |
| 1 gennaio 1936                                  | SS-Standartenführer                             |
| 1 agosto 1941                                   | SS-Oberführer                                   |
| 11 giugno 1943                                  | Oberst der Polizei                              |
| 30 gennaio 1944                                 | SS-Brigadeführer und Generalmajor der Polizei   |

## Processi del dopoguerra
Möller fu processato per gli atti di terrore commessi contro i cittadini ebrei nello Schleswig-Holstein durante la Kristallnacht e fu condannato a tre anni di carcere. Il 4 dicembre 1947 fu processato e riconosciuto colpevole dell'uccisione extragiudiziale dei due prigionieri comunisti a Neumünster, e condannato a morte dal tribunale regionale di Kiel. Nel 1948 la pena fu commutata in ergastolo e ridotta a 15 anni nel 1954. Möller fu rilasciato dalla custodia nel 1958 e non fu mai processato per il suo coinvolgimento negli omicidi in Estonia.